# 金锁桥 (湖州市)
金锁桥是一座位于浙江省湖州市南浔区双林镇新街社区的桥梁，建于民国时期。2011年2月25日公布为第七批湖州市文物保护单位。